# Naprężenie styczne

Stan czystego ścinania

Naprężenie styczne, ścinające jest składową styczną naprężenia całkowitego {\displaystyle {\vec {s}}} oznaczaną przez {\displaystyle {\vec {\tau }}} i leżącą w płaszczyźnie przekroju poprzecznego o normalnej zewnętrznej {\displaystyle {\vec {n}}}. Naprężenie to jest związane z dewiacyjną deformacją ciała (bez zmiany jego objętości). Wyznaczanie naprężeń stycznych w przypadku ogólnym wymaga zastosowania metod mechaniki ośrodków ciągłych. W najprostszym przypadku płaskiego zginania poprzecznego, pręta pryzmatycznego o osi {\displaystyle x_{3},} rozkład naprężeń stycznych w jego przekroju określa wzór
{\displaystyle \tau _{32}={\frac {QS_{1}(x_{2})}{I_{1}b(x_{2})}},\qquad \qquad {\mbox{(a)}}}
w którym
{\displaystyle Q} – siła poprzeczna w przekroju {\displaystyle x_{3}} = const.,
{\displaystyle S_{1}(x_{2})} – moment statyczny względem osi {\displaystyle x_{1}} części przekroju leżącej ponad prostą {\displaystyle x_{2}=} const.,
{\displaystyle I_{1}} – moment bezwładności przekroju względem osi {\displaystyle x_{1},}
{\displaystyle b(x_{2})} – szerokość przekroju na wysokości {\displaystyle x_{2}=} const.
Występuje również szczególny przypadek czystego ścinania, w którym naprężenia normalne w przekroju są równe zero, a naprężenia styczne są różne od zera. Przypadek taki występuje np. w płaskim stanie naprężenia, gdy materiał jest rozciągany wzdłuż jednego kierunku i ściskany wzdłuż drugiego (prostopadłego) kierunku, tzn. gdy
{\displaystyle \sigma _{11}=-\sigma _{22},\quad \sigma _{33}=\sigma _{12}=\sigma _{21}=0.}
Czyste ścinanie występuje wówczas w płaszczyznach przekrojów nachylonych względem tych kierunków o 45 stopni.
Ścinaniu zazwyczaj towarzyszą inne odkształcenia, występujące przy innych stanach obciążenia, takich jak np. docisk. Dzieje się tak m.in. w połączeniach nitowych, klinowych i wpustowych.

## Obliczenia wytrzymałościowe
Zgodnie z hipotezą wytężeniową naprężenie {\displaystyle \tau } musi spełniać warunek:
{\displaystyle \tau _{max}<k_{t},}
gdzie:
{\displaystyle k_{t}} – naprężenie dopuszczalne na ścinanie.
Zasadniczy problem polega jednak na wyznaczeniu wartości {\displaystyle \tau _{max},} które nie jest proste, gdyż rozkład naprężeń stycznych nawet w przekroju poprzecznym płasko zginanego pręta pryzmatycznego, jest zmienny w zależności od kształtu tego przekroju. I tak na przykład dla najprostszego przypadku przekroju prostokątnego o wymiarach {\displaystyle b\!\times \!h} rozkład ten jest paraboliczny co wynika ze wzoru (a). Podstawiając w nim
{\displaystyle S_{1}(x_{2})={\frac {1}{2}}\left({\frac {h}{2}}-x_{2}\right)\left({\frac {h}{2}}+x_{2}\right)b,\quad I_{1}={\frac {bh^{3}}{12}},}
otrzymujemy
{\displaystyle \tau _{32}={\frac {12Q}{bh^{3}}}{\frac {1}{2}}\left[\left({\frac {h}{2}}\right)^{2}\!-x_{2}^{2}\right],\quad \tau _{max}={\frac {3}{2}}{\frac {Q}{A}}.}
Jak widać {\displaystyle \tau _{max}\gg \tau _{sr}={\frac {Q}{A}}.}